# Basil Iwanyk

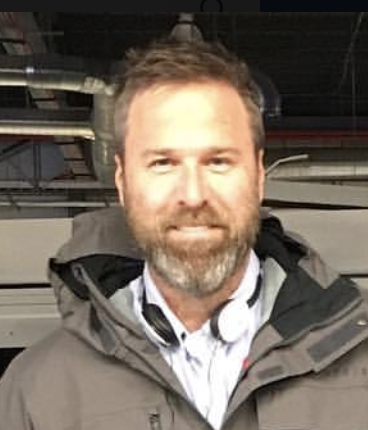
Basil Iwanyk (2008)

Basil William Iwanyk (* 4. Januar 1970 in New Jersey) ist ein US-amerikanischer Filmproduzent.

## Leben
Basil Iwanyk wurde 1970 in New Jersey geboren und studierte an der Villanova University. Er begann seine Karriere in der Filmbranche als Ko-Produzent von K-19 – Showdown in der Tiefe. Für den Film The Town – Stadt ohne Gnade erhielt er 2013 einen Jupiter. Er produzierte viele Filme aus dem Actionfilm-Genre, wobei er besonders die Expendables- und John-Wick-Reihe produzierte. Als Vorsitzender von „Thunder Road Pictures“ produzierte er John Wick: Kapitel 4 als Independent-Film, dessen Rechte er dann an Lions Gate Entertainment verkaufte.
Iwanyk ist mit der Managerin Natalie Reisman verheiratet, mit der er zwei Kinder hat.

## Filmografie (Auswahl)
Als Filmproduzent
- 2004: Willkommen in Mooseport (Welcome to Mooseport)
- 2006: Firewall
- 2006: Sie waren Helden (We Are Marshall)
- 2008: Lost Boys 2: The Tribe
- 2009: Gesetz der Straße – Brooklyn’s Finest (Brooklyn’s Finest)
- 2010: Kampf der Titanen (Clash of the Titans)
- 2010: The Town – Stadt ohne Gnade (The Town)
- 2010: Lost Boys: The Thirst
- 2012: Zorn der Titanen (Wrath of the Titans)
- 2014: John Wick
- 2014: Seventh Son
- 2015: Sicario
- 2016: Gods of Egypt
- 2017: Wind River
- 2017: John Wick: Kapitel 2 (John Wick: Chapter 2)
- 2017: Edison – Ein Leben voller Licht (The Current War)
- 2017: 24 Hours to Live
- 2018: Sicario 2 (Sicario: Day of the Soldado)
- 2018: A Private War
- 2018: Hotel Mumbai
- 2019: John Wick: Kapitel 3 (John Wick: Chapter 3 – Parabellum)
- 2019: The Informer
- 2020: Endless – Nachricht von Chris (Endless)
- 2020: Greenland
- 2020: Bruised
- 2021: Voyagers
- 2021: National Champions
- 2022: The Contractor
- 2022: Black Site
- 2023: The Accidental Getaway Driver
- 2023: John Wick: Kapitel 4 (John Wick: Chapter 4)
- 2023: Love Again
- 2023: Kandahar
- 2023: Silent Night – Stumme Rache (Silent Night)
- 2024: Red Right Hand
- 2024: Monkey Man
- 2024: Breathe – Ersticke oder Kämpfe (Breathe)
- 2024: Trigger Warning
- 2024: The Negotiator (Relay)
- 2024: Fight or Flight
- 2025: From the World of John Wick: Ballerina

Als Executive Producer
- 2003: Basic – Hinter jeder Lüge eine Wahrheit (Basic)
- 2004: If Only
- 2004: Mindhunters
- 2004: Laws of Attraction
- 2010: The Expendables
- 2012: The Expendables 2
- 2014: The Expendables 3
- 2015: The Messengers (Fernsehserie)
- 2018: A Star Is Born
- 2018: Robin Hood
- 2020: 62.000:1 Three Teams One City One Year

## Auszeichnungen (Auswahl)
- 2011: Jupiter in der Kategorie Bester Internationaler Film für The Town – Stadt ohne Gnade
- 2019: AACTA-Award-Nominierung in der Kategorie Bester Film für Hotel Mumbai
- 2020: New York Emmy in der Kategorie Bester Sportdokumentarfilm für 62.000:1 Three Teams One City One Year